# Oscar Olou
Oscar Olou (Ouidah, 16 novembre 1987) è un ex calciatore beninese, di ruolo centrocampista.

## Carriera

### Club
Comincia a giocare nelle giovanili del Séwé Sports. Nel 2003 passa al Mogas 90, in cui milita per quattro stagioni e con cui vince due volte la Benin Cup e una volta il campionato. Nel 2007 si trasferisce in Francia, al Rouen. Nel 2009 viene acquistato dal Romorantin.

### Nazionale
Debutta in nazionale nel 2004. Ha collezionato in totale, con la maglia della nazionale, 16 presenze.

## Palmarès

### Club

#### Competizioni nazionali
- Benin Premier League: 1

Mogas 90: 2005-2006
- Benin Cup: 2

Mogas 90: 2003, 2004